# Plexaura (nereida)
Plexaura (en grec antic Πληξαύρη) va ser una de les cinquanta Nereides, filla de Nereu, un déu marí fill de Pontos, i de Doris, una nimfa filla d'Oceà i de Tetis. Tenia un únic germà, Nèrites. Una oceànide, Plexaura, porta el mateix nom.
Només en parla Apol·lodor quan dona la llista de nereides. El seu nom fa reverència al control que tenia sobre la brisa marina i les seves variacions.